# Mimetus dentatus
Espèce
Mimetus dentatus est une espèce d'araignées aranéomorphes de la famille des Mimetidae.

## Distribution
Cette espèce est endémique du Guangxi en Chine,. Elle se rencontre dans le xian de Shanglin.

## Description
Le mâle holotype mesure 2,02 mm et la femelle paratype 2,11 mm.

## Publication originale
- Liu, Xu, Hormiga & Yin, 2021 : « New species of the pirate spider genus Mimetus Hentz, 1832 from China with a cladistic hypothesis on their phylogenetic placement (Araneae, Mimetidae). » Zootaxa, no 5020(1), p. 1-30.